# عدةالاصول
عدة الاصول (عربی: عده الاصول، آوانگاری: ‘Uddat al-Uṣūl) یا العدة في أصول الفقه کتابی است در اصول فقه، تألیف شیخ طوسی. شیخ طوسی این کتاب را کاملترین کتاب در میان کتاب‌های اصولی می‌داند.

## بخش‌های کتاب
عدة الاصول شامل چند قسمت مقدماتی و ۹۲ باب است که در دو جلد تقسیم شده‌است. به گفته طوسی، عدة الاصول اولین کتاب کامل دربارهٔ اصول فقه است. همچنین این کتاب به مسائل کلامی و منطقی نمی‌پردازد و به اصول فقه به درستی می‌پردازد. طوسی برخلاف نظر اساتید خود مانند سید مرتضی سعی در نقل برخی از روایات امامان شیعه داشت. بیشتر سخنان شیخ مفید در اصول را می‌توان در عدة الاصول یافت.

## ویژگی‌های کتاب
محمدرضا انصاری کتاب عده را تصحیح کرده و در مقدمه، شرح حال مبسوطی از شیخ آورده‌است: کتاب عده با ویژگی‌های زیر به چاپ رسیده‌است:
1. ذکر اختلاف نسخه‌ها در پانوشت.
2. ذکر مآخذ آیات، روایات و اقوال در پاورقی.
3. شیخ در آغاز هر فصل آراء بسیاری از اصولیین معاصر و متقدم را ذکر می‌کند، محقق تلاش کرده‌است. اقوال و آراء اصولیین دیگر را که متقدم یا معاصر یا متاخر از شیخ بوده‌اند و شیخ یادآور آنها نشده، ذکر کند.
4. تعیین محل نزاع در مباحثی که شیخ، محل نزاع را روشن ساخته‌است.
5. استفاده از «حاشیة عدة الاصول» تألیف خلیل بن غازی قزوینی در توضیح و رفع ابهام از عبارات دشوار.
6. معرفی اشخاص که شیخ از آنان نام برده‌است.
7. توضیح بعضی الفاظ نامانوس.
8. استفاده از رسم‌الخط جدید عربی.
9. تهیه فهرست‌های متعدد: آیات، احادیث، آثار و اقوال، اعلام، فرق و طوائف و مذاهب، کتب، اشعار، اماکن و بقاع، مصادر تحقیق، محتوای کتاب.[۴]